# Rhyan Grant
Rhyan Bert Grant (ur. 26 lutego 1991 w Canowindrze) – australijski piłkarz grający na pozycji obrońcy w klubie Sydney FC oraz reprezentacji Australii.

## Kariera
Rhyan Grant juniorską karierę rozpoczynał w lokalnych klubach. Grał także w państwowych instytucjach sportowych: New South Wales Institute of Sport i Australian Institute of Sport. W 2008 roku trafił do Sydney FC. Z klubem wygrał czterokrotnie A-League. W drużynie rozegrał już ponad 200 meczów ligowych. Aktualnie jest wicekapitanem.
W reprezentacji Australii zadebiutował 20 listopada 2018 w meczu z Libanem. Został powołany na Puchar Azji 2019. Pierwszą bramkę w kadrze zdobył 7 września 2021 w starciu z Wietnamem.